# Jean-Pierre Abelin

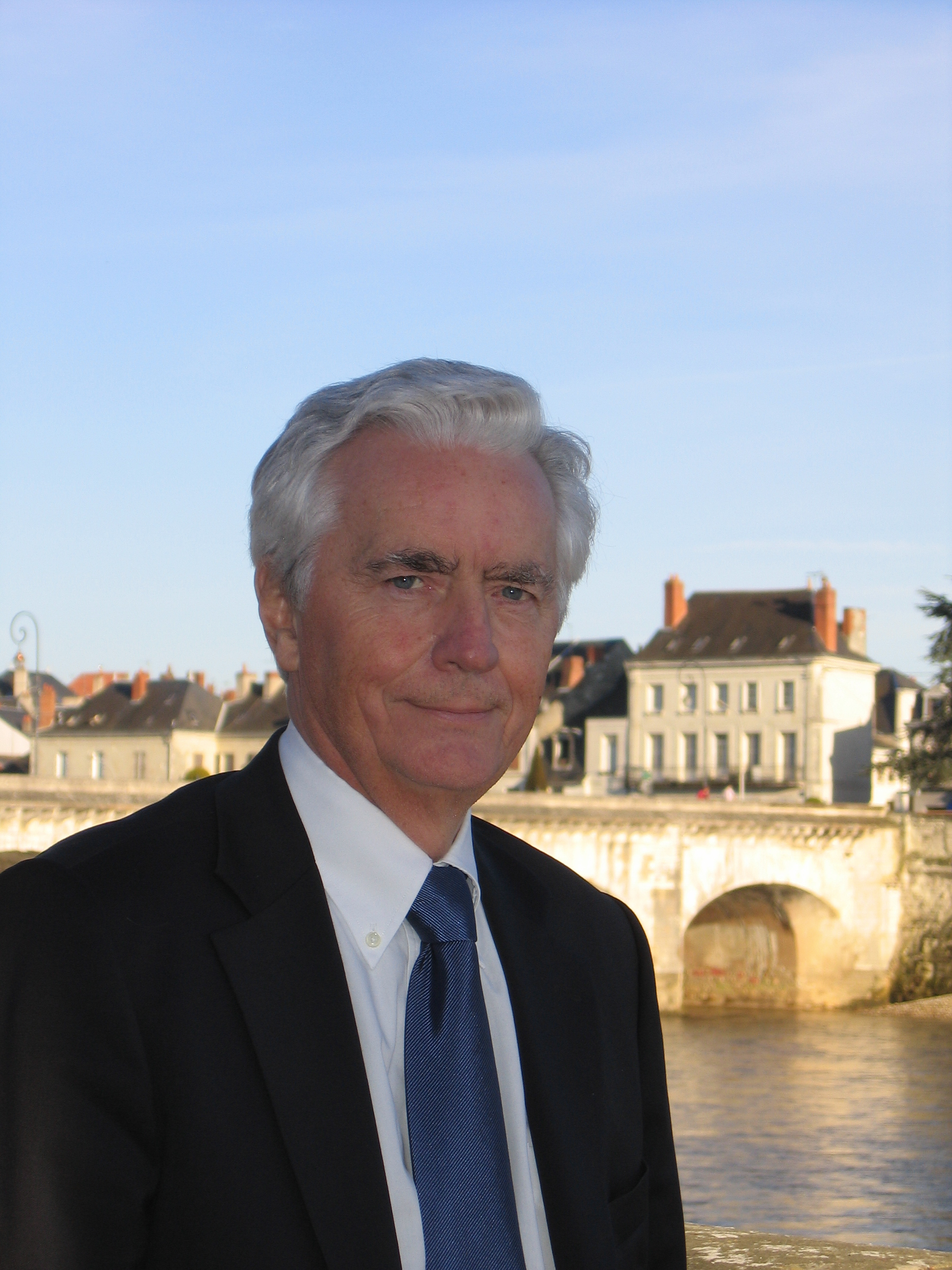
Jean-Pierre Abelin (2008)

Jean-Pierre Abelin (* 3. September 1950 in Poitiers, Département Vienne) ist ein französischer Politiker.
Seit 1978 und in der 12. Wahlperiode (seit 2002) gehört er der Nationalversammlung als Abgeordneter für Vienne an. Er ist Mitglied der Fraktion UMP. Von 1984 bis 1989 war er Mitglied für die Europäische Volkspartei im Europäischen Parlament.
Am 17. Juni 2007 wurde er erneut in die Nationalversammlung gewählt.
Am 16. März 2008 wurde er Bürgermeister von Châtellerault.